# Penjats del Campus de Manresa
La Colla Castellera Penjats del Campus Manresa és una colla castellera universitària del Campus Manresa: Escola Politècnica Superior d'Enginyeria de Manresa i Fundació Universitària del Bages. Fundada l'any 2013 per un reduït grup d'estudiants aficionats als castells amb la intenció d'incrementar l'activitat del campus i apadrinats per Ganàpies de la UAB. Membre de la Coordinadora de Colles Castelleres de Catalunya, com a «colla en formació», des del 2015.
L'any 2013 alguns estudiants de l'Escola Politècnica Superior d'Enginyeria de Manresa aficionats als castells i habituals de Ganàpies de la UAB decideixen formar una nova colla dins del campus manresà. Sota el paraigua dels seus padrins acudeixen a les seves primeres actuacions el mateix any. Celebren el seu bateig per la diada de Santa Bàrbara del 2013 amb la companyia de Ganàpies de la UAB.
El novembre del 2014 celebren la seva primera diada d'hivern amb Engrescats de la URL, Passerells del Tecnocampus i Trempats de la UPF com a colles convidades. En aquesta diada s'assoleix el primer 3d6 de la història de la colla. El maig del 2015 organitzen la seva primera diada de primavera amb Bergants del campus Terrassa i els Emboirats de la UVic on els manresans van veure com el 4d6 se'ls escapava de les mans i van acabar el dia amb un 3 de 6, intent desmuntat 4d6, 2d5, 5d5net i 2 pilars de 4. La tardor del 2015 porta canvis a la colla, el 26 de novembre proven per primer cop de realitzar el 3 de 6 fora de casa, en concret a Lleida, tot i que al final només queda carregat. El 10 de desembre a Manresa els locals aquest cop si van anar per feina marcant-se la seva millor diada, un 3 de 6, un 4 de 6, un 3 de 6 amb agulla i un pilar de 4.